# Dag Nikolaus Hasse
Dag Nikolaus Hasse (* 3. März 1969 in Bremen) ist ein deutscher Arabist, Philosophiehistoriker, Graeco-Arabist und mittellateinischer Philologe.

## Leben
Nach einem Studium als Stipendiat der Studienstiftung des deutschen Volkes an der Universität Göttingen, das er 1993 mit dem M. A. in Lateinischer Philologie des Mittelalters und der Neuzeit, Philosophie und Arabistik abschloss, wurde Hasse nach einem Studienjahr an der Yale University schließlich 1997 am Warburg Institute der University of London promoviert. Nach einer Hochschulassistenz an der Universität Würzburg habilitierte er sich 2005 an der Universität Freiburg im Breisgau für die Fächer Philosophie und Lateinische Philologie des Mittelalters und der Neuzeit. Von 2005 bis 2010 war er zunächst Lichtenberg-Professor der Volkswagenstiftung an der Universität Würzburg; seit 2010 ist er dort Inhaber des Lehrstuhls III für Philosophie (Geschichte der Philosophie).

## Forschungsschwerpunkte
Hasse arbeitet zur arabischen Philosophie- und Wissenschaftsgeschichte, zum arabischen Einfluss in Europa, zur griechisch-arabischen Philosophie (Aristoteles) im lateinischen Mittelalter, zur europäischen Philosophie- und Wissenschaftsgeschichte des 12.–16. Jahrhunderts und zur mittellateinischen Literatur.
Er ist Herausgeber des Online-Lexikons Arabic and Latin Glossary (ALGloss), das seit 2009 sukzessive erscheint. Das Glossary erschließt einerseits den Einfluss der arabisch-lateinischen Übersetzungen des 10. bis 14. Jahrhunderts auf die Wissenschaftssprachen Europas und dient andererseits als arabisch-englisches Lexikon der arabischen Philosophie- und Wissenschaftssprache.
Außerdem leitet er das Projekt Ptolemaeus Arabus et Latinus an der Bayerischen Akademie der Wissenschaften, das die astronomischen und astrologischen Quellen des ptolemäischen Weltbildes in Orient und Okzident bis Kopernikus erschließt.

## Auszeichnungen
- 2016 Gottfried-Wilhelm-Leibniz-Preis der DFG
- 2017 Ernennung zum ordentlichen Mitglied der Bayerischen Akademie der Wissenschaften[2]
- 2018 Scheich-Sajid-Buchpreis (Sheikh Zayed Book Award) in der Kategorie „Arabic Culture in Other Languages“ für sein Buch Success and Suppression: Arabic Sciences and Philosophy in the Renaissance (Harvard University Press).[3]

## Schriften (Auswahl)
Als Autor:
- Avicenna’s „De anima“ in the Latin West. The Formation of a Peripatetic Philosophy of the Soul, 1160–1300 (= Warburg Institute Studies and Texts. Vol. 1). Warburg Institute, London/Turin 2000.
- Urzeugung und Weltbild. Aristoteles – Ibn Ruschd – Pasteur. [Antrittsvorlesung an der Julius-Maximilians-Universität Würzburg am 3. November 2006]. Olms, Hildesheim 2006.
- Influence of Arabic and Islamic Philosophy on the Latin West. (Online 2008)
- Latin Averroes Translations of the First Half of the Thirteenth Century. [Plenary session paper read on 21 September 2007 in Palermo at the XII International Congress of Medieval Philosophy]. Olms, Hildesheim 2010 (frühere Version).
- Success and Suppression: Arabic Sciences and Philosophy in the Renaissance, Harvard University Press, Cambridge, MA/London, 2016.
- Was ist europäisch? Zur Überwindung kolonialer und romantischer Denkformen. Reclam, Ditzingen 2021.[4]

Als Herausgeber:
- Georg Christoph Lichtenberg: Observationes. Die lateinischen Schriften. Wallstein, Göttingen 1997.
- Abaelards „Historia calamitatum“. Text – Übersetzung – literaturwissenschaftliche Modellanalysen. De Gruyter, Berlin 2002.
- mit Amos Bertolacci: The Arabic, Hebrew and Latin Reception of Avicenna’s Metaphysics. De Gruyter, Berlin 2012.